# Mark Jordon
Mark Jordon (Oldham, Lancashire; 25 de enero de 1965) es un actor británico conocido por su papel de PC Phil Bellamy en la serie Heartbeat, la cual dejó en 2007. Un documental, Heartbeat - Farewell Phil  fue estrenado en Navidad de ese año.
Su debut como director fue con el cortometraje To The Sea Again, que llegó al Angel Film Festival en Londres y al Moondance International Film Festival en Hollywood.
El 8 de julio de 2014, Jordon se unió al reparto de Emmerdale en el papel de Daz Spencer. Repitió papel en agosto de 2017, convirtiéndose en parte del reparto principal.

## Vida personal
Es de ascendencia polaca e inglesa.
Jordon estuvo casado con la actriz Siobhan Finneran entre 1997 y 2014; tuvieron dos hijos.
Desde 2014, mantiene una relación con su coprotagonista de Emmerdale, Laura Norton. Su primer hijo en común, Jesse, nació el 29 de enero de 2021.
En julio de 2018 fue arrestado como sospechoso de agresión.  En octubre de 2018 fue declarado culpable de agresión con daños físicos. En noviembre de 2018 se declaró no culpable y fue liberado hasta su juicio.

## Filmografía
| Año  | Título                           | Papel                 | Nota                                                                |
| ---- | -------------------------------- | --------------------- | ------------------------------------------------------------------- |
| 1984 | How We Used to Live              | Dave/Sentry           | Serie de televisión (5 episodios: 1984-85)                          |
| 1985 | Seaview                          | Ian                   | TV series (1 episodio: "Growing Pains")                             |
| 1985 | Number One                       | Hooligan              | Película                                                            |
| 1986 | EastEnders                       | Joven                 | Serie de televisión (1 episodio)                                    |
| 1986 | Strike It Rich!                  | Grolly                | Serie de televisión (4 episodios)                                   |
| 1986 | Scene                            |                       | Serie de televisión (1 episodio: "Too Nice By Half!")               |
| 1987 | Coronation Street                | PC Wilson             | Serie de televisión (4 episodios: 1987-88)                          |
| 1989 | 4 Play                           | Des                   | Serie de televisión (1 episodio: "Dawn and the Candidate")          |
| 1990 | Shoot to Kill                    | D.S. Keith Farrington | Película de televisión                                              |
| 1990 | Made in Heaven                   | Malcolm               | Serie de televisión (1 episodio: "A Fair Mix Up")                   |
| 1990 | All Creatures Great and Small    | PC Hicks              | Serie de televisión (1 episodio: "Food for Thought")                |
| 1990 | Medics                           | Steve                 | Serie de televisión (1 episodio: "Annie")                           |
| 1991 | Waterfront Beat                  |                       | Serie de televisión (1 episodio: "Acid Ship")                       |
| 1991 | The Case-Book of Sherlock Holmes | George                | Serie de televisión (1 episodio: "The Boscombe Valley Mystery")     |
| 1991 | Bread                            | Wagger                | Serie de televisión (1 episodio: "Episode No. 7.6")                 |
| 1992 | Heartbeat                        | PC Phil Bellamy       | Serie de televisión (324 episodios: 1992-2007)                      |
| 1994 | Earthfasts                       | PC Hunter             | Serie de televisión (1 episodio: "Episode No. 1.1")                 |
| 2003 | The Royal                        | PC Phil Bellamy       | Serie de televisión (10 episodes: 2003-04)                          |
| 2009 | Casualty                         | Tim Holdsworth        | Serie de televisión (1 episodio: "Not Wisely But Too Well")         |
| 2012 | Hollyoaks                        | Mr Sykes              | Serie de televisión (2 episodios)                                   |
| 2013 | Doctors                          | Darren Compton        | Serie de televisión (1 Episodio "Through a Glass Darkly")           |
| 2013 | Casualty                         | Richard Patterson     | Serie de televisión (1 Episodio "You Always Hurt The One You Love") |
| 2014 | Halcyon Heights                  | Rupert                | Película                                                            |
| 2014 | Coronation Street                | Graham Naisby         | Serie de televisión (2 Episodios)                                   |
| 2014 | Rocket's Island                  | Peter                 | Serie de televisión - 13 episodios                                  |
| 2014 | Emmerdale                        | Daz Spencer           | Serie de televisión (54 Episodios: 2014, 2017-)                     |
| 2017 | Casualty                         | Harry Beatty          | Serie de televisión (1 episodio "Sleeping with the Enemy")          |